# Торрес, Даниэла
Даниэ́ла Лувиа́на То́ррес Бони́лья (исп. Daniela Luviana Torres Bonilla; род. 22 января 1990, Манагуа) — никарагуанская модель, победительница конкурса красоты «Мисс Никарагуа 2015», участница конкурса «Мисс Вселенная 2015».

## Биография
Даниэла Торрес родилась 22 января 1990 года в Манагуа.
В марте 2015 года Торрес стала победительницей национального конкурса красоты «Мисс Никарагуа». В том же году Торрес принимала участие в международном конкурсе красоты «Мисс Вселенная 2015 года», по итогам которого в топ-15 Даниэла не вошла. В конкурсе национальных костюмов Торрес вошла в топ-5, заняв четвёртое место.